# Кобринський замок
Кобринські замки — це комплекс дерев'яних оборонних та адміністративних будівель XIV—XVIII ст. у Кобрині.
Розташований на річці Кобрин, на місці колишнього подвір'я та навколишнього міста Кобрин. Згідно з інвентарем 1597 р., комплекс складався з Верхнього та Нижнього замків. Замки були укріплені стінами городня та вежами, одна з яких одночасно була млином. Будинки мали гонтовані дахи. На подвір'ї були дерев'яні прибудови та житлові будинки.